# Halenius
Halenius är en släkt som härstammar från Lycksele församlings förste kyrkoherde Jonas Oestionis och hans hustru Anna Kenicia som var syster till ärkebiskop Petrus Kenicius från Bureätten.
Jonas Oestionis var sannolikt född i byn Hallen i Nordmaling, och var verksam som kyrkoherde i Lycksele och Bergsjö församling. Han och Anna Kenicia fick en dotter, mor till Andreas Grubb, och flera söner, däribland adjunkten vid Uppsala universitet Laurentius Jonæ Halenius (d.ä.), död 1639, handelsmannen Könik Halenius i Hudiksvall, kontraktsprosten Johan Halenius i Väddö församling, och kyrkoherden Jonas Halenius i Bergsjö.
Kontraktsprosten i Väddö blev stamfader till en stor släkt, varibland kan nämns sonen Petrus Halenius som adlades Hallenstedt och sonsonen Jonas Petri Halenius som var Linnés lärjunge. Efter honom är växtsläktet Halenia uppkallat, som tillhör växtfamiljen Gentianaceae. Ett par sonsöner till kontraktsprosten kallade sig Halén.
Kyrkoherden i Bergsjö hade flera söner, däribland Laurentius Jonæ Halenius vars ena son Engelbert Halenius blev biskop. Han gifte sig med en dotter till Daniel Djurberg; en av deras döttrar gifte sig Victorin och fick med sina döttrar många ättlingar som var verksamma inom bruksindustrin, däribland i släkterna Heijkensköld och Cederborgh.
En annan son till Laurentius Jonæ Halenius, Claes adlades med namnet Hallencreutz. Sonen Daniel Halén blev borgmästare i Sundsvall, och sonen Johan Halenius ägde Tunafors järnbruk och Sandö glasbruk. Den senares dotter Christina Gustava Halenius var förebilden till majorskan i Selma Lagerlöfs roman Gösta Berlings saga. En gren av denna sida upptog namnet Hallén. En annan ättling, Julius Halenius var knivfabrikör i Eskilstuna, och Johan Halenius var delägare i Strömbäcks glasbruk.